# Hufnagel (Band)
Hufnagel ist eine Country-Band aus Berlin.

## Geschichte
Im Jahr 1979 wurde die Band von Peter Behrendt, Manfred Müller und Frank Melkert gegründet. Inspiriert durch die Musiker wie Crosby, Stills, Nash & Young, Bob Dylan, Johnny Cash und John Denver spielten sie anfangs als reine Coverband, bevor sie in den 1980er Jahren auch eigene Stücke aufnahmen.
Im Jahr 1986 kam es zu einem vorläufigen Ende der Band, als Behrendt zur Band Earthwood Family wechselte.
Im Frühling 1989 wurde Hufnagel um Gründer Behrendt neu formiert. Es folgte die Veröffentlichung des ersten Albums „Texastraum“ aus eigener Produktion. Die Band gastierte gemeinsam mit Größen der damaligen Country-Szene wie Truck Stop, Gunter Gabriel, Tom Astor, Western Union und Linda Feller auf allen namhaften Countrymusik-Festivals und Truckerfesten Deutschlands. Ebenso folgten einige Fernsehauftritte.

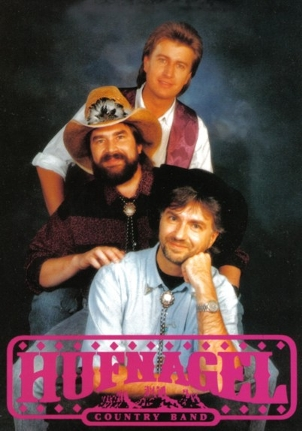
Hufnagel (1989)

## Diskografie

### Alben
- 1994:Texastraum
- 1996: Herz & Verstand
- 2004: The Best Of
- 2012: Christmas modern Violin

### EPs
- 1993: Halleluja, alles klar
- 1996: Rio Verde